# Wepwawet
Wepwawet (Upuaut, Wep-wawet và Ophois) là một vị thần sói của Ai Cập cổ đại mà sự thờ phụng bắt nguồn từ Asyut, Thượng Ai Cập. Ông thường bị nhầm lẫn với thần đầu chó rừng Anubis. Các bức vẽ trên Kim tự tháp cho thấy Anubis có cái đầu màu đen, trong khi Wepwawet có cái đầu màu xám (hoặc trắng).
Ông được miêu tả là một người đàn ông với cái đầu sói hay một con chó sói, mặc trang phục một người lính, và mang theo một cái cung.

## Thần thoại
Wepwawet nghĩa là "Người mở đường". Trong "Sách chết" và "Cái gì diễn ra dưới âm phủ" (Amduat), ông là người hộ tống những linh hồn sang thế giới bên kia và bảo vệ họ trong suốt cuộc hành trình nguy hiểm đó. Wepwawet cũng là một vị thần chiến tranh. Ông là người chỉ huy cho quân đội, là người "mở đường" để lính tiến quân. Một dòng chữ ở bán đảo Sinai nói rằng Wepwawet đã "mở đường" cho chiến thắng của pharaoh Sekhemkhet.
Theo một số truyền thuyết, Wepwawet mới chính là người tạo ra "Lễ mở miệng người chết", chứ không phải Anubis hay Ptah. Ông còn là vị thần của những nghi thức tang lễ khác, về sau công việc này là của Anubis. Ông cũng thường đi cùng các pharaoh trong những cuộc săn bắn, và được gọi là "Người mà mũi tên sắc bén hơn các thần khác". Trong các văn tự về sau, Wepwawet được gọi là "Ra ", "người mở" cánh cổng bầu trời.
Wepwawet là biểu tượng trưng của sự thống nhất Ai Cập. Trong các cuộc diễu hành, ông thường được kết hợp với con bò thiêng Apis (đại diện cho Hạ Ai Cập). Ông được cho là sinh tại ngôi đền của nữ thần Wadjet ở Buto (ở Thượng Ai Cập).